# Liste von Persönlichkeiten der Stadt Dinkelsbühl
Die folgende Liste führt Persönlichkeiten auf, die mit der Stadt Dinkelsbühl in enger Verbindung stehen.

## Ehrenbürger der Stadt
- Fritz Döderlein. Verleihung im Jahr 1959.
- Hildegard Beck, Bürgermeisterin, für ihre Verdienste im Bereich des Sozialwesens. Verleihung im Jahr 2008.[1]
- Wenzel Hammerl, Vorsitzender der Katholischen Arbeitnehmer-Bewegung und der Sudetendeutschen Landsmannschaft und früherer Stadtrat. Verleihung im Jahr 2010.[2]

Gemäß der Satzung über Ehrungen der Großen Kreisstadt Dinkelsbühl können höchstens drei lebende Persönlichkeiten Ehrenbürger sein.

## Ehrenring der Stadt
Der Goldene Ehrenring wird als hohe Auszeichnung für ehrenamtliches und berufliches Engagement seit 1966 vergeben.
- 1966: Hans Brunner; Kurt Chaborski; Friedrich Döderlein; Peter Grimm; Heinrich Hiltner; Erwin Mohaupt; Karl Schlatterbeck; Franz Schmidl; Otto Staudacher; Ernst Wißmeyer; Anton Zoller.
- 1970: Wilhelm Bauer; Max Gebhard; Ludwig Neeser; Wilhelm Reulein; Hans-Günther Schaudig; Karl Ries.
- 1976: Erich Bauer; Karl Christ; Karl Härtlein; Wolfgang Wenng.
- 1978: Anton Jaumann, Bayerischer Staatsminister; Waldemar Kohlmeyer.
- 1981: August Gabler.
- 1985: Walter Bogenberger; Georg Ehnes, Landrat.
- 1992: Johannes Beuthner.
- 1996: Ernst Früh; Ludwig Kastl; Hans Goderbauer; Hermann Maier.
- 1998: Hermann Meyer.
- 2004: Rainer Mehl, Verleger der Fränkischen Landeszeitung; Wenzel Hammerl.
- 2005: Hans Mattausch.
- 2006: Gottfried Kiesow, Vorstandsvorsitzender Deutsche Stiftung Denkmalschutz; Hubert Fuchs.
- 2007: Walter Hauth.
- 2008: Hans Weber.
- 2009: Thomas Sandfuchs.
- 2010: August Forkel.
- 2013: Fritz Hammer.
- 2014: Georg Habelt.
- 2015: Ursula Schaudig.
- 2016: Manfred Kiesel.
- 2017: Rudolf Weigel.

## Söhne und Töchter der Stadt
- Nikolaus von Dinkelsbühl (um 1360–1433), katholischer Theologe, Reformer, Gedenktafel am Münster
- Johannes von Dinkelsbühl (1370–1465), Physiker
- Hieronymus I. Biechelberger († 1508), Abt der Reichsabtei Ochsenhausen
- Sebastian Sprenz (um 1480–1525), Fürstbischof von Brixen und Kanzler von Tirol
- Friedrich Walter (um 1430–1494/1495), Altarmaler
- Johann Ober (*um 1500), Schullehrer und Rechenmeister, erstellte 1545 ein Rechenbüchlein
- Hans Behringer (verm. 1543–1590), Baumeister am Dom in Freiburg/Breisgau
- Walter von Drechsel (1531–1595), Hofrat, Kanzler und Mitregent von Pfalz-Neuburg
- Georg Hamberger (1537–1599), Arzt, Professor und Rektor der Universität Tübingen
- Jesaias Rompler von Löwenhalt (1605 bis nach 1672), Lyriker
- Gelasius Hieber (1671–1731), katholischer Theologe, Prediger am Bayerischen Hof
- Johann Theodor von Scheffer (1687–1745), württembergischer Jurist und Geheimer Rat
- August Frederik Beutler (* 1728 oder 1720), Forschungsreisender
- Christoph von Schmid (1768–1854), Jugendbuchautor, Dichter von „Ihr Kinderlein, kommet“, Denkmal am Marktplatz, Christoph-von-Schmid-Eiche am Schießwasen
- Friedrich B. W. von Hermann (1795–1868), Nationalökonom, Begründer der Statistik, Mitglied der Frankfurter Nationalversammlung 1848
- Karl Theodor Gustav Julius Krafft (1804–1878), Pfarrer, Kirchenrat und Doktor der Philologie
- Eduard Bürklein (1816–1871), Architekt
- Charles Winkler (1834–1908), deutsch-französischer Architekt
- Carl Herpfer (1836–1897), Kunstmaler
- Emil Knaps (1861–nach 1923), Verwaltungsjurist und Bezirksoberamtmann in Dinkelsbühl
- Hans von Liebig (1874–1931), Chemiker und völkischer Schriftsteller
- Karl Leißner (1876–1951), Gewerkschafter und Abgeordneter des Provinziallandtages der Provinz Hessen-Nassau
- Franz Froschmaier (1888–nach 1948), Landrat in Berchtesgaden
- Gottlob Schüssel (1892–1967), Maler
- Fritz Rayhrer (1896–1918), Kunstmaler
- Max Gebhard (1896–1978), Kirchenmusiker
- Georg Schulz (1896–1956), Maler, Landtagsabgeordneter
- Hans Gebhard (1897–1974), Komponist und Musikpädagoge
- Georg D. Heidingsfelder (1899–1967), Journalist und Gegner der NSDAP
- Erich Bauer (1902–1977), Schriftsteller
- Ludwig Gebhard (1907–1993), Kirchenmusiker
- Ludwig Schnurrer (* 1927), Archivar und Historiker
- Peter Kuhn (* 1938), Theologe, Judaist und Hochschullehrer
- Karl-Friedrich Haag (* 1942), evangelischer Theologe
- Peter Fuchs (* 1949), Soziologe
- Reinhard Knodt (1951–2022), Schriftsteller, Philosoph, Journalist und Rundfunkautor
- Torsten Maß (* 1951), Regisseur, Festspielleiter und Theaterkurator
- Michael Höhenberger (1954–2023), Ministerialdirektor im Gesundheitsministerium des Freistaates Bayern, Sohn des ehemaligen Dinkelsbühler Bürgermeisters Friedrich Höhenberger
- Egon Werdin (1954–2018), Kameramann
- Georg Satzinger (* 1956), Kunsthistoriker
- Hardy Pfanz (* 1956), Biologe
- Martina Roth (* 1960), Schauspielerin
- Markus Fritsch (* 1963), Musiker, Dozent, Autor
- Martin Scharff (* 1963), Koch, mit einem Stern im Guide Michelin ausgezeichnet
- Stefan Reuter (* 1966), Fußballspieler, Manager in der Fußball-Bundesliga
- Jan Udo Holey (* 1967), Autor
- Monika Hofmann (* 1967), Posaunistin und Hochschullehrerin
- Peter Scharff (* 1969), Koch
- Jürgen Ludwig (* 1970), Landrat des Landkreises Ansbach
- Christoph Negritu (* 1994), Tennisspieler
- Philipp Schiepek (* 1994), Jazzmusiker

## Persönlichkeiten, die im Ort gewirkt haben
- Seyfried Fasser (15. Jahrhundert), Theologe
- Nikolaus Eseler der Ältere (um 1405–1482), u. a. Baumeister des Münsters St. Georg
- Nikolaus Eseler der Jüngere (* um 1440), u. a. Baumeister des Münsters St. Georg
- Paul Speratus (1484–1551), Priester und Reformator
- Johannes Schildberger († 1583), Bürgermeister von Dinkelsbühl
- Meister des Dinkelsbühler Marienlebens (15./16. Jh.), Altarmaler
- Michael Tonsor (Michael Scherer) (um 1540–um 1605), Kirchenmusiker
- Claus Dietrich von Sperreuth (1600–1653), nahm die Stadt 1632 für die Schweden ein
- Albert Decker (Karmeliterpater Justinius Desponsatione B.M.V.; 1675–1747), Komponist, Verfasser von Predigtwerken
- Sebastian Reigel (um 1608–1675), Maler, letztes Porträt nach dem Leben von König Gustav Adolf von Schweden 1632
- Hans von Raumer (1820–1851), Mitglied der Frankfurter Nationalversammlung 1848
- Ludwig Stark (1851–1917) schrieb das 1897 uraufgeführte Historische Festspiel zur Kinderzeche
- Christian Bürckstümmer (1874–1924), war von 1909 bis 1914 evangelischer Pfarrer in Dinkelsbühl und Autor des zweibändigen Werks „Geschichte der Reformation und Gegenreformation in der ehemaligen freien Reichsstadt Dinkelsbühl“ (1914f)
- Raoul Heinrich Francé (1874–1943), Naturforscher, Begründer der Bionik und Erfinder eines bionischen Salzstreuers, Hauptwerk 1919–1925 in Dinkelsbühl
- Friedrich Ulmer (1877–1946), Theologieprofessor, war 1920–1924 evangelischer Dekan in Dinkelsbühl
- Rudolf John Gorsleben (1883–1930), rassistisch-esoterischer Schriftsteller und Runologe, wirkte 1923–1925 als Spielleiter des Historischen Festspiels zur Kinderzeche
- Annie Francé-Harrar (1886–1971), Naturforscherin, Schriftstellerin und Ehefrau von Raoul Heinrich Francé
- Rudolf Warnecke (1905–1994), Holzschnittmeister, Alla-Prima-Maler
- Karl Corino (* 1942), Journalist, Literaturkritiker und Schriftsteller, machte 1954 in Dinkelsbühl Abitur
- Reinhard Wrobel (1959–2006), Theaterschauspieler